# 瑟奇·贝尔纳黛特
瑟奇·贝尔纳黛特（匈牙利語：Szőcs Bernadette Cynthia，1995年3月5日—），罗马尼亚女子乒乓球运动员，2025年世界乒乓球锦标赛女子双打银牌得主。还曾获得2019年欧洲运动会混合双打银牌和女子团体银牌，以及2023年欧洲运动会女子单打金牌和混合双打铜牌。曾代表羅馬尼亞參加2020年夏季奧林匹克運動會桌球比賽、2024年夏季奧林匹克運動會桌球比賽。